# Cile ai Giochi della XX Olimpiade
Il Cile partecipò ai Giochi della XX Olimpiade che si sono svolti a Monaco di Baviera dal 26 agosto all'11 settembre 1972, con una delegazione di 11 atleti impegnati in 5 discipline per un totale di 9 competizioni. Il portabandiera fu il cavaliere René Varas, alla sua prima Olimpiade. Fu la tredicesima partecipazione di questo paese ai Giochi estivi. Non fu conquistata nessuna medaglia.